# زرمهر (شاهنامه)
زرمهر پسر سوفرای سردار ساسانی است. وی از تخمهٔ کارن (قارن) و مسقط‌الرأس او بلوک اردشیر خوره در پارس بود. زرمهر حکمران ایالت سکستان (سیستان) بود و لقب هزایت (هزاررفت) داشت. وی از مقتدرترین نجبای ایران در اواخر قرن پنجم میلادی است جوانی بی‌آزار و زرمهرنام که از نام او بد پدر شادکام. 

## زرمهر در شاهنامه فردوسی
بنابر شاهنامه فردوسی، در دوران کودکی قباد ساسانی عده‌ای از بزرگان ایران به سوفرای پیشنهاد پادشاهی می‌دهند، با وجود خردسالی قباد و اقبال ایرانیان به سوفرای برای شاهی سوفرای نمی‌پذیرد، اما پس از بزرگ‌شدن قباد، به دلیل بدگویی بدخواهان دستور قتل سوفرای را می‌دهد. قتل سوفرای به شورش و ناآرامی می‌انجامد و تا دستگیری قباد ادامه می‌یابد. قباد را بسته و به زرمهر پسر سوفرای می‌دهند تا انتقام پدر را بستاند اما زرمهر او را می‌بخشد زیرا کسی را جز او مناسب شاهی نمی‌دید و با مهر به قباد نگاه می‌کرد. این گفتار دو بار در شاهنامه آمده یک بار مفصل و یک بار به صورت خلاصه آمده است.
| نه فرزند قارن بشد، سوفرای    |  | که آورد گاه مهی باز جای     |
| ز پیروزی او چُن آمد نشان      |  | از ایران برفتند گردنکشان    |
| که بر وی به شاهی کنند آفرین  |  | شود کهتری شهریار زمین!      |
| بدایرانیان گفت کین ناسزاست   |  | بزرگی و تاج ازدرِ پادشاست    |
| قباد ارچه خردست، گردد بزرگ   |  | نیاریم در بیشه‌ی شیر گرگ!    |
| چو خواهی که شاهی کنی بی‌نژاد  |  | همه دوده را داد خواهی به‌باد |
| قباد آن زمان چون به‌مردی رسید |  | سر سوفرای ازدرِ تاج دید      |
| به گفتار بدگوهرانش بکشت      |  | کجا بود در پادشاهیش پشت     |
| و زان پس ببستند پای قباد     |  | دلاور سواری گوی کی‌نژاد      |
| به‌ زرمهر دادش یکی بی‌گهر      |  | که کین پدر زو بخواهد مگر    |
| نگه کرد زرمهر، کس را ندید    |  | که با تاج برتخت شاهی سزید   |
| ازو بند برداشت تا کار خویش   |  | بجوید، کند تیز بازار خویش   |
| کس از بندگان تخت شاهی نجست   |  | وگر چند بودی نژادش درست     |